# Procatedral de los Santos Apóstoles (Bristol)
La Procatedral de los Santos Apóstoles (en inglés: Pro-Cathedral of the Holy Apostles) fue la catedral católica en la ciudad de Bristol, Inglaterra entre 1850 y 1973.
La pro-catedral fue sustituida en 1973 por la Iglesia Catedral de los santos Pedro y Pablo , también conocida como la catedral de Clifton.
El trabajo comenzó en el edificio en 1834, pero se detuvo al año siguiente , cuando fracasaron las bases en lo que era un sitio de una ladera desafiante. Un segundo intento de reforzar las bases se hizo en 1843 , pero esta vez falló y el edificio yacía abandonado hasta 1848, cuando un techo fue colocado en el edificio a medio terminar para que pueda ser utilizado como una iglesia .
Dos años más tarde, en 1850, se hizo de Clifton sede episcopal y la iglesia se convirtió en procatedral.
En 1965 los arquitectos se encargaron de realizar el diseño de una nueva catedral en un sitio diferente en Clifton . La construcción comenzó en marzo de 1970 y terminó en mayo de 1973. Ese mismo año, el 29 de junio, en la fiesta de los Santos Pedro y Pablo, la nueva catedral fue consagrada y abierta y la pro-catedral fue cerrada.